# 佐野仙好
佐野 仙好（さの のりよし、1951年8月27日 - ）は、群馬県高崎市出身の元プロ野球選手（外野手、内野手）・コーチ、野球解説者。
日本プロ野球（NPB）では一貫して阪神タイガースに在籍。1997年のコーチ退任を機に現場を離れてからも、球団本部のアマスカウト部門に籍を置きながら、関東地区の担当や顧問を務めた。
愛称は名前を音読みした「センコー」。

## 経歴
前橋工業高校では1968年、2年の時に三塁手として夏の甲子園に出場。2回戦（初戦）で智辯学園のエース上田容三に完封を喫する。3年の夏は北関東大会準決勝に進出するが、宇都宮学園に敗れる。高校同期に柚木秀夫、片貝義明がいた。
卒業後は中央大学へ進学、東都大学野球リーグでは3度優勝。同期入学の藤波行雄と共に1年生の春季リーグからレギュラーとして出場し、在学中リーグ全試合出場を果たす。
1970年秋季リーグでは、リーグ4人目の1年生での首位打者になった。
1973年の全日本大学野球選手権大会ではエース田村政雄を擁し、決勝で愛知学院大を降し優勝を飾る。同年の第2回日米大学野球選手権大会日本代表に選出された。リーグ通算99試合出場、350打数99安打、打率.283、7本塁打、39打点。ベストナイン2回。1973年のドラフト1位で阪神タイガースに入団。
1974年は一塁手、三塁手を兼ね43試合に先発出場。
1975年は三塁手として掛布雅之と併用され、53試合に先発。
1976年は開幕から掛布が三塁手の定位置を獲得、シーズン後半には左翼手に回る。この掛布とのライバル関係は佐野の現役活動の基本トーンとなる。
1977年は開幕から左翼手として起用されるが、後述する試合中のフェンス激突事故で戦線離脱を余儀なくされた。しかし7月に先発に復帰し、規定打席には達しなかったが打率.305と勝負強い打撃を見せる。
1979年には藤田平の故障もあって一塁手に回り、初の規定打席（11位、打率.300）に達する。広島東洋カープが優勝を決めた同年10月6日の試合では最後の打者になっている（江夏豊に二塁ライナーで打ち取られ走者が飛び出し併殺打）。
1981年には制定初年度の最多勝利打点（15）のタイトルを獲得した。
1982年から2年連続で全試合に出場。1984年には打率.305（12位）と2度目の3割超えを達成。
1985年のチームの優勝の際には6番・左翼手として活躍し、5月20日の対読売ジャイアンツ戦では5点ビハインドの場面で槙原寛己から代打満塁本塁打を放ち、逆転勝利に貢献した。そして、引き分けでも優勝決定という10月16日の対ヤクルトスワローズ戦では9回に優勝を決定付ける同点犠飛を放った。所謂、1985年日本一のメンバーの一人でもあったが佐野自身は西武ライオンズとの日本シリーズでは第1戦から11打数無安打と結果が出ず、第4戦以降は長崎啓二が先発出場、以後は出番がなかった。
1987年までレギュラーを守るが、その後は出場機会が減少。
1989年限りで現役引退。
佐野は引退に際して記者に野球生活の総括を求められると掛布の名を挙げ「あいつのおかげでここまでやれた。あいつに負けたくないという気持ちがあったから必死になれた。あいつのおかげ」と言うのに終始している程である。
引退後は阪神で二軍育成コーチ（1990年）、球団本部編成部のスカウト（1991年 - 1993年）、一軍守備・走塁コーチ（1994年）、一軍外野守備・走塁コーチ（1995年）、一軍打撃コーチ（1996年 - 1997年）を歴任。1998年から編成部の関東地区担当スカウトに復帰すると、球団の内外にわたる人脈の広さを背景に、吉野誠、狩野恵輔、藤田太陽、中村泰広などの視察から入団交渉まで携わった。
2019年から球団本部スカウト顧問としてドラフト指名戦略の立案などを担当した。
2020年限りで退職。2021年からはスカイ・A・Tigers-ai野球解説者を務めた。その後、学生野球指導者資格回復を受け、2022年からは故郷の前橋に拠点を移して母校である前橋工のコーチに就任、週に数回指導を行っている。

## 外野フェンスへのラバー設置やルール改正につながった川崎球場でのプレー
1977年4月29日、川崎球場での対大洋ホエールズ（現：横浜DeNAベイスターズ）第3回戦、阪神が7-6とリードした9回裏1死1塁、左翼手の佐野は、大洋の代打・清水透が打った大飛球をフェンスに激突しながらも好捕したが、コンクリートが剥き出しだった当時の川崎球場のフェンスで頭部を強打したために、ボールを捕球したままうずくまり、そのまま気を失った。左前頭部の頭蓋骨陥没骨折だった。なお、佐野は4回表に逆転満塁本塁打を放つ活躍を見せていた。
佐野の状態がただならぬこと（白目をむいたまま口から血の泡を吹いて痙攣していたとのこと）を察知した左翼線審の田中俊幸は捕球を確認してアウトを宣告し、担架を要請した。真っ先に駆け寄り介抱した中堅手・池辺巌も外野から同様の合図をし（重傷者が出たのだから当然ボールデッドになるものと思っていた）、阪神の選手・コーチも佐野に駆け寄った。その間に、内野に残った一塁走者の野口善男がベンチの指示を受けタッチアップ、場内が騒然とする中をほぼ全力で駆け抜けて本塁に生還した（タイムが掛けられていないことをいいことに野口が目ざとく隙をうかがったともされているが、これは大きな誤りである）。当初は佐野が清水の打球を捕球した後に他の野手への返球を怠ったと判断され、佐野には捕球による刺殺と送球をしなかったとして失策が記録されていたが、後に前述の判断を下した当日の公式記録員であった藤森清志自らの進言により訂正がなされ、記録上は1死1塁から清水の左翼への野選を伴った犠牲フライとなり、清水に打点、野口に得点が記録された。これは一塁走者が生還した犠飛として2020年時点でも唯一の事例である。試合は7-7の同点となった。佐野はグラウンド内に乗り入れた救急車で直接病院に搬送されている。佐野はのちに、「直前の打球をヒットにしてしまい、何が何でもの思いでした。外野にコンバートされて数か月。打球に飛びつく内野の習性が出た未熟なプレーでした。」と語っている。
阪神側はこれを受けて監督の吉田義男が「突発事故の発生によりタイムが宣告されるケースだから得点は認められない」「他の審判団を呼び寄せたり、救急車を要請した時点でボールデッドではないか」と田中に猛抗議し試合が34分間中断したが、審判団は「ルール上は守備側プレーヤーの負傷で、プレー中にタイムを宣告することができない」として抗議を退けた。結局、吉田は提訴試合とすることを条件に試合再開に応じ、試合は時間切れのため7-7の引き分けに終わった。
試合後、中堅手の池辺にはボールをすぐに返球すべきだったという批判もあったが、池辺は「それはあの姿を見ていない人の言葉です。ボールを捕って返球しようとしたが、佐野は白目をむいて倒れていた。とてもプレー続行の状態ではなかった。夢中で担架を呼んだ。私の処置はあれで正しかったと思っている。野球より、1勝より、人命が尊重されて当然ではないでしょうか」と語っている。大洋の別当薫監督は「佐野君には申し訳ないが、ウチとしてはルールに従って走るしかない」とコメントした。
提訴を受けたセントラル・リーグは5月12日に考査委員会を開き、「この件は規則に定められた突発事故に当たらない」として、阪神の提訴は取り下げられた。
- 公認野球規則5.10 (c)（当時）には「突発事故によりプレーヤーがプレイできなくなるか、あるいは審判員がその職務を果たせなくなった場合（球審は"タイム"を宣告しなければならない）」とある。しかし同時に、同5.10 (h) に「審判員はプレイの進行中に、"タイム"を宣告してはならない。ただし、本条 (b) 項、 または (c) 項の〔付記〕に該当するときは、この限りではない」となっている。
- (b) 項はナイトゲームにおける照明の故障に関するものである。(c) 項の〔付記〕は「プレイングフィールド外への本塁打、または死球の場合のように、一個またはそれ以上の安全進塁権が認められた場合、走者が不慮の事故のために、その安全進塁権を行使することが出来なくなったときは、その場から控えのプレーヤーに代走させる事ができる」という、攻撃側の突発事故を想定したものとなっている。
- つまり野球規則上では、佐野の負傷のような守備側の突発事故は、審判がタイムをかけられる状況には当たらず、タイムを宣告しなかったのは規則に照らして正しい処置だった、と結論づけられた。

なお、上記の考査委員会と同日に両リーグの実行委員会が開かれ、この事故を教訓としてセントラル・リーグ及びパシフィック・リーグは、全12球団の本拠地球場のフェンスにラバーを張るように指示し、以後全ての球場にラバーが張られるようになった。また、佐野の事故を受けて8月1日に日本野球規則委員会が開かれ、試合中に選手の生命に関わる負傷が生じた場合は、審判員はタイムを宣告できるとする条文が細則に追加された。
佐野は全治1か月以上と診断され戦線離脱を余儀なくされたが、後遺症は残らず5月31日に退院。病院には1日も早い回復を願うファンからの励ましの手紙が500通以上届けられ、その中には「自分の分まで頑張ってほしい」という身体障害者のファンからの手紙もあり勇気づけられたという。6月末から本格的な練習を再開し、7月3日のヤクルトとのダブルヘッダー（甲子園）第1試合で8回から守備固めとして約2か月ぶりに出場し3万人のファンから拍手が贈られた。続く第2試合には6番・左翼手でスタメン出場し、2回にスタンドの大歓声を背に本塁打を放ち勝利に貢献した。この復活アーチについて、「ファンの皆さんの応援は、自分の力以上のものを出させてくれると実感させられました」と語っている。

## 詳細情報

### 年度別打撃成績
| 年 度      | 球 団      | 試 合 | 打 席 | 打 数 | 得 点 | 安 打 | 二 塁 打 | 三 塁 打 | 本 塁 打 | 塁 打 | 打 点 | 盗 塁 | 盗 塁 死 | 犠 打 | 犠 飛 | 四 球 | 敬 遠 | 死 球 | 三 振 | 併 殺 打 | 打 率 | 出 塁 率 | 長 打 率 | O P S |
| ---------- | ---------- | ----- | ----- | ----- | ----- | ----- | -------- | -------- | -------- | ----- | ----- | ----- | -------- | ----- | ----- | ----- | ----- | ----- | ----- | -------- | ----- | -------- | -------- | ----- |
| 1974       | 阪神       | 61    | 152   | 143   | 9     | 34    | 3        | 1        | 2        | 45    | 11    | 0     | 0        | 0     | 1     | 8     | 0     | 0     | 25    | 4        | .238  | .276     | .315     | .591  |
| 1975       | 阪神       | 82    | 198   | 179   | 10    | 36    | 7        | 0        | 6        | 61    | 16    | 0     | 2        | 0     | 2     | 16    | 4     | 1     | 36    | 8        | .201  | .268     | .341     | .608  |
| 1976       | 阪神       | 71    | 126   | 112   | 12    | 27    | 4        | 0        | 4        | 43    | 11    | 1     | 0        | 0     | 2     | 11    | 1     | 1     | 20    | 2        | .241  | .310     | .384     | .693  |
| 1977       | 阪神       | 67    | 228   | 203   | 23    | 62    | 9        | 0        | 8        | 95    | 21    | 2     | 1        | 1     | 0     | 22    | 2     | 2     | 26    | 9        | .305  | .379     | .468     | .847  |
| 1978       | 阪神       | 104   | 323   | 288   | 22    | 65    | 14       | 1        | 8        | 105   | 34    | 0     | 2        | 3     | 3     | 27    | 2     | 2     | 32    | 12       | .226  | .294     | .365     | .658  |
| 1979       | 阪神       | 123   | 447   | 413   | 42    | 124   | 18       | 4        | 10       | 180   | 52    | 2     | 3        | 1     | 1     | 31    | 2     | 1     | 41    | 9        | .300  | .350     | .436     | .786  |
| 1980       | 阪神       | 129   | 519   | 462   | 52    | 124   | 18       | 2        | 15       | 191   | 58    | 6     | 8        | 1     | 6     | 49    | 4     | 1     | 41    | 7        | .268  | .336     | .413     | .749  |
| 1981       | 阪神       | 127   | 508   | 466   | 59    | 138   | 14       | 0        | 11       | 185   | 48    | 5     | 7        | 6     | 4     | 31    | 2     | 1     | 29    | 6        | .296  | .339     | .397     | .736  |
| 1982       | 阪神       | 130   | 542   | 495   | 56    | 134   | 13       | 2        | 15       | 196   | 65    | 10    | 1        | 5     | 8     | 32    | 3     | 2     | 49    | 10       | .271  | .313     | .396     | .709  |
| 1983       | 阪神       | 130   | 542   | 495   | 51    | 138   | 21       | 0        | 13       | 198   | 64    | 8     | 8        | 2     | 6     | 35    | 2     | 4     | 33    | 10       | .279  | .328     | .400     | .728  |
| 1984       | 阪神       | 125   | 517   | 475   | 61    | 145   | 17       | 1        | 15       | 209   | 50    | 7     | 3        | 1     | 7     | 33    | 2     | 1     | 32    | 16       | .305  | .347     | .440     | .787  |
| 1985       | 阪神       | 120   | 413   | 375   | 38    | 108   | 18       | 1        | 13       | 167   | 60    | 1     | 0        | 1     | 9     | 26    | 0     | 2     | 27    | 9        | .288  | .330     | .445     | .775  |
| 1986       | 阪神       | 107   | 361   | 332   | 36    | 89    | 10       | 1        | 14       | 143   | 35    | 1     | 1        | 1     | 3     | 24    | 4     | 1     | 21    | 10       | .268  | .317     | .431     | .747  |
| 1987       | 阪神       | 100   | 316   | 300   | 20    | 72    | 5        | 0        | 10       | 107   | 33    | 2     | 0        | 0     | 1     | 15    | 0     | 0     | 29    | 11       | .240  | .275     | .357     | .632  |
| 1988       | 阪神       | 54    | 70    | 65    | 0     | 16    | 0        | 0        | 0        | 16    | 6     | 0     | 0        | 0     | 0     | 5     | 2     | 0     | 10    | 1        | .246  | .300     | .246     | .546  |
| 1989       | 阪神       | 19    | 24    | 23    | 0     | 4     | 0        | 0        | 0        | 4     | 0     | 0     | 0        | 0     | 0     | 1     | 0     | 0     | 1     | 0        | .174  | .208     | .174     | .382  |
| 通算：16年 | 通算：16年 | 1549  | 5286  | 4826  | 491   | 1316  | 171      | 13       | 144      | 1945  | 564   | 45    | 36       | 22    | 53    | 366   | 30    | 19    | 452   | 124      | .273  | .323     | .403     | .726  |

- 各年度の太字はリーグ最高

### タイトル
- 最多勝利打点：1回 （1981年）

### 記録
初記録
- 初出場：1974年4月28日、対広島東洋カープ4回戦（阪神甲子園球場）、8回裏に後藤和昭の代打として出場
- 初打席・初安打：同上、8回裏に横山小次郎から
- 初先発出場：1974年5月1日、対中日ドラゴンズ5回戦（中日スタヂアム）、7番・一塁手として先発出場
- 初打点：同上、2回表に星野秀孝から
- 初本塁打：1974年6月25日、対ヤクルトスワローズ11回戦（阪神甲子園球場）、3回裏に松岡弘から左越決勝ソロ

節目の記録
- 1000試合出場：1983年9月17日、対広島東洋カープ20回戦（阪神甲子園球場）、3番・左翼手として先発出場 ※史上239人目
- 100本塁打：1984年7月16日、対広島東洋カープ16回戦（広島市民球場）、8回表に白武佳久からソロ ※史上133人目
- 1000安打：1984年8月22日、対中日ドラゴンズ19回戦（ナゴヤ球場）、1回表に都裕次郎から ※史上136人目
- 1500試合出場：1988年6月13日、対読売ジャイアンツ9回戦（阪神甲子園球場）、9回裏に金森永時の代打として出場 ※史上87人目

### 背番号
- 9 （1974年 - 1989年）
- 86 （1990年、1994年 - 1997年）